# Ria Lazoe
Ria Lazoe (22 februari 1945) is een Nederlandse kinderboekenschrijfster.

## Biografie
Ria Lazoe is jarenlang onderwijzeres voor de basisschool geweest. Vanaf 2000 heeft ze nog enige jaren gewerkt als NT2-docent (docent Nederlands als tweede taal). Al sinds haar tienerjaren had ze plezier in het schrijven van verhalen voor kinderen. Later was ze jarenlang in Almelo verbonden aan de 'Vrienden van het Schrijven', die onder andere drie maal 'De Nacht van de Poëzie' organiseerde. In 1985 won ze met haar gedicht 'Vrijdagmorgen' de prijs van de stad Almelo.
Het regionale dagblad De Twentsche Courant Tubantia heeft van 1982 tot 1989 regelmatig gedichten van Ria Lazoe en andere dichters/dichteressen gepubliceerd in het katern 'Krantjuweel'. In drie gedichtenbundels heeft de krant deze oogst van haar lezers uitgegeven. Ook op initiatief van de krant werd een boek samengesteld met Verhalen uit het Oosten, met daarin 'De Steen', een verhaal voor volwassen lezers. Dat is later door een groep amateurfilmers in Apeldoorn verfilmd.
Na haar afscheid van het onderwijs begon ze aan haar eerste kinderboek. Cursussen bij Script+ (onderdeel van de Hogeschool Amsterdam, manuscript beoordeling en consultatie) hielpen haar op weg. In najaar 2007 verscheen haar jeugdboekendebuut Vlammend Rood in het kinder- en jeugdboekenfonds van Uitgeverij Holland. Al snel volgde het tienerboek Zeg dan nee, in voorjaar 2008. Dat boek maakt deel uit van de boekenserie 'Life jeugdboeken' van Uitgeverij Holland. Voor dit boek vroeg zij de medewerking van officier van justitie Carlo Dronkers.
Sinds 2012 worden haar boeken uitgegeven door Clavis Uitgeverij (Hasselt, Alkmaar, New York). In 2012 verscheen Oproep Gemist, over een jongen die door een huisvriend misbruikt wordt. In 2013 kwam Gevangen Vogel uit: het verhaal speelt zich af in het laatste oorlogsjaar in Almelo, al wordt de naam van de stad niet genoemd. In 2015 lag Eigen schuld op de boekenplank, over een meisje dat een ongeval veroorzaakt. Door schuldgevoel geplaagd wil ze alles doen om de jongen te helpen die in het ziekenhuis belandde. Daarna ging de schrijfster weer terug naar vroeger: het verhaal van Het pistool (2017) laat zien hoe gebeurtenissen in de oorlog nog nasmeulen in 1945-1946, vooral voor kinderen van NSB'ers. Het tweede deel heet Er mag zoveel niet ( 2018) en het derde deel De E van Eva verschijnt in juni 2020.

### Jeugdboeken
- 2007 - Vlammend rood (Uitgeverij Holland)
- 2008 - Zeg dan nee (Uitgeverij Holland) Life jeugdboeken
- 2009 - Het Raginiteam (Uitgeverij Holland)
- 2012 - Oproep gemist (Clavis Uitgeverij)
- 2013 - Gevangen vogel (Clavis Uitgeverij)
- 2015 - Eigen schuld (Clavis Uitgeverij)
- 2015 - Waar is Falco? (Uitg. Heinink i.s.m. St. Sunte Marten)
- 2017 - Het pistool (Clavis Uitgeverij)
- 2018 - Er mag zoveel niet (Clavis Uitgeverij)
- 2020 - De E van Eva (Clavis Uitgeverij)
- 2021 - Speel voor mij (Clavis Uitgeverij)

### Verhalen in
- 2008 - Keet in de klas (Uitgeverij Holland)
- 2008 - Het grote boek van Sinterklaas (Uitgeverij Holland)